# 约翰·皮尔庞特·摩根
约翰·皮尔庞特·摩根（英語：John Pierpont Morgan，1837年4月17日—1913年3月31日），常称作J·P·摩根（英語：J. P. Morgan），美国金融家和投资银行家，在整个镀金时代主导着华尔街的企业融资。作为J·P·摩根公司的领导者，他是跨越19世纪末和20世纪初美国工业整合浪潮的推动者。
在华尔街的职业生涯中，J·P·摩根带头成立过几家著名的跨国公司，包括美国钢铁公司、国际收割机和通用电气，这些公司后来都归属于J·P·摩根的监管。他和他的合伙人还拥有许多其他美国企业的控股权，包括安泰人壽、西联汇款、普尔曼公司以及21家铁路公司。由于J·P·摩根的影响力遍布美国金融高层及国会议员，其对美国金融的支配程度，使他能够对国家的政策和支撑其经济的市场力量施加巨大的影响。在1907年的恐慌中，他曾组织一个金融家联盟，使美国的货币体系免于崩溃。
作为进步时代的主要金融家，J·P·摩根对效率和现代化的奉献成功的帮助美国经济形态进行改变。阿德里安·沃尔德里奇将J·P·摩根描述为美国 "最伟大的银行家"。1913年，J·P·摩根在意大利罗马的睡梦中去世，享年75岁，其後遺體送回紐約，華爾街降半旗以示敬意。他将他的财富和事业留给他的儿子小J·P·摩根。传记作者罗恩·切尔诺估计他的财富为8,000万美元（在2024年相当于25.5亿美元）。

## 童年和教育背景
J·P·摩根出生并成长在康涅狄格州哈特福，父親是朱尼厄斯·斯賓塞·摩根（1813-1890），母親是朱麗葉·皮爾龐特（1816-1884），属于富有影響力的摩根家族。他喜歡被稱作皮爾龐特。在年轻时，由于他父親的安排，他受過多種多樣的教育。1848年秋，J·P·摩根入讀哈特福德公立学校，後來轉入康涅狄格州柴郡的聖公會學院，即現時的柴郡学院，完成中小學學業；1851年9月，J·P·摩根通過波士頓的英格蘭高中入學考试後入讀該校，該校專攻數學以培养商業人才。1852年春，J·P·摩根患上風濕熱，疼痛到無法行走，父親朱尼厄斯把他送到亞速爾群島療養，这一疾病一直伴随着J·P·摩根的成长。
J·P·摩根在亚速尔休養近一年後，返回波士頓英格蘭高校繼續學業；畢業後，父亲朱尼厄斯遂把他送到瑞士贝勒里夫拉图尔德佩村附近的一所學校學習法文，J·P·摩根在那掌握流利的法語。後来朱尼厄斯又把摩根送入哥廷根大学學習德文，他在六个月內达到德語合格的水平并完成藝術史學士課程。在哥廷根大学畢業後，J·P·摩根遂經威斯巴登返回英国倫敦，他的正式教育就此完成。

## 事业

### 早年生活

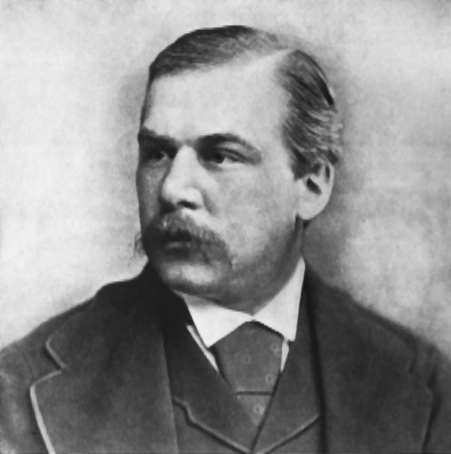
年轻时的J·P·摩根

J·P·摩根在1857年進入商人银行皮博迪·摩根公司的倫敦分行，這家公司是他的父親和乔治·皮博迪三年前建立的合夥企業。1858年他搬到紐約市加入鄧肯·謝爾曼公司，這是乔治·皮博迪公司在美國的代理公司。美國南北戰爭期間，在霍爾卡賓枪事件中，J·P·摩根為這筆槍支交易提供融資，该交易從軍火庫以每支3.5美元的價格購買五千支步槍，隨後以每支22美元的價格將其轉售給一位陸軍將軍。 在戰爭期間，J·P·摩根曾支付300美元找人代替他服役。1860年至1864年，J·P·摩根以J·皮爾龐特·摩根公司为代表，已然成為其父亲公司在紐約的代理人，皮博迪在1864年退休後，J·P·摩根將公司更名為「J·S·摩根公司」。從1864年至1872年，他是達布·摩根公司的成員。1871年，他与安东尼·约瑟夫·德雷克塞尔在紐約合作組建德雷克塞爾·摩根公司。當時應其父亲朱尼厄斯·摩根之邀，安东尼·约瑟夫·德雷克塞尔成為J·P·摩根的導師。

### J·P·摩根公司
1893年安东尼·约瑟夫·德雷克塞尔去世后，公司于1895年重新命名为J·P·摩根公司并且和费城的德雷塞尔公司、巴黎的摩根·哈杰斯公司以及伦敦的J·S·摩根公司（1910年后为摩根·格伦费尔公司）保持紧密关系。至1900年，它是世界上最强大的银行机构之一，主要集中在重组和合并方面。
J·P·摩根有过许多合作伙伴，比如喬治·沃爾布里奇·帕金斯，但他总是牢牢掌握对公司的控制。J·P·摩根接管困境中的公司，并重新组织这些公司的商业结构和管理以使之重新盈利，这一过程被称为“摩根化”。另外，J·P·摩根作为银行家和金融家的名声也为接管的公司吸引诸多投资者的兴趣。

### 铁路

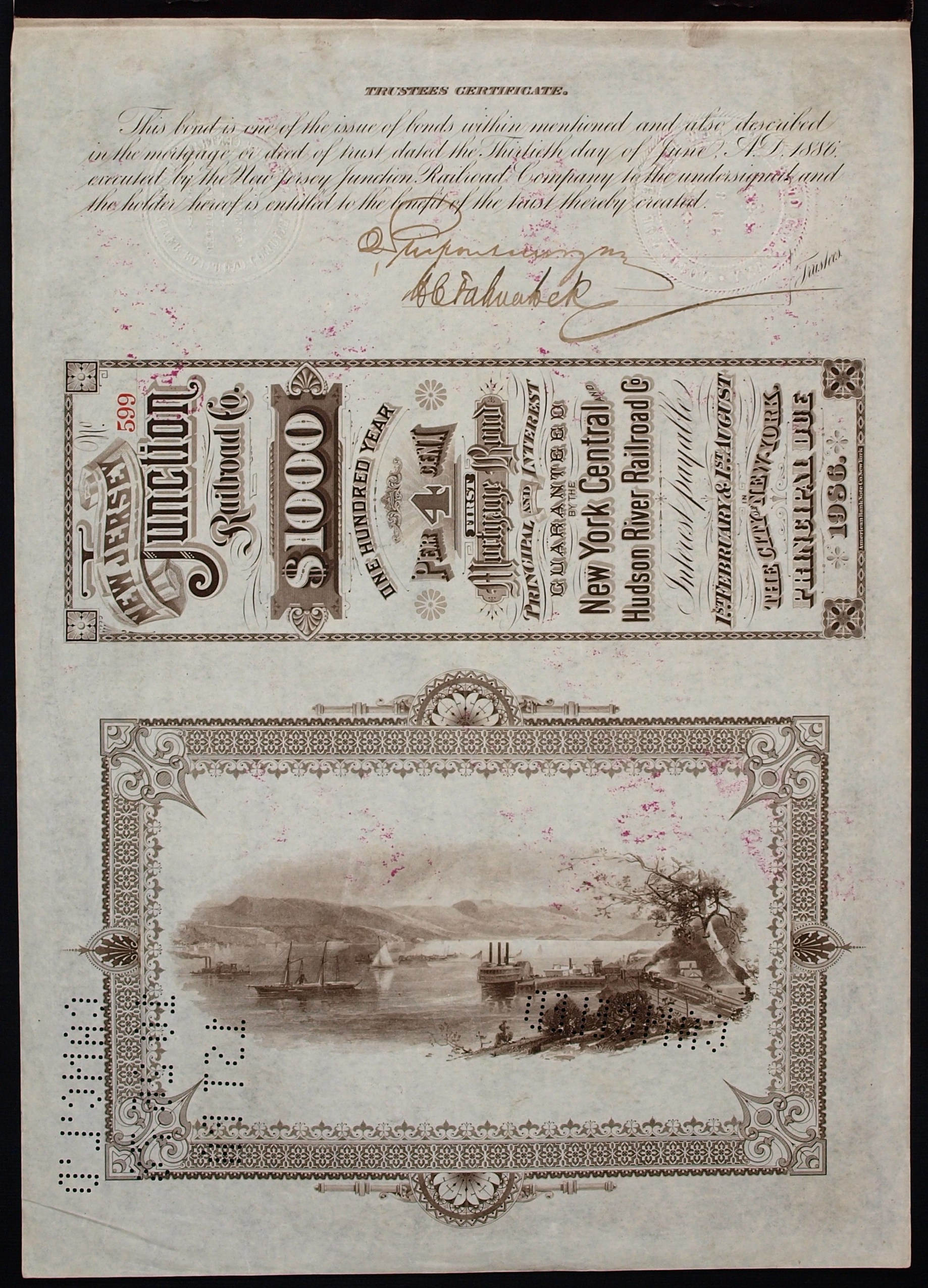
新泽西交界处铁路公司的债券，发行日期为1886年6月30日，背面有约翰·皮尔庞特·摩根和哈里斯·C·法尼斯托克作为托管人的签名

在他的权力上升过程中，J·P·摩根专注于美国最大的商业企业——铁路。1869年，他从杰伊·古尔德和吉姆·菲斯克手中夺取到奥尔巴尼和萨斯奎纳铁路的控制权；领导财团成功打破杰伊·库克的政府融资特权；通过在美国各地进行重组和合并，发展和资助出一个铁路帝国。他在欧洲筹集到大量资金；但他并没有仅仅作为一个金融家参与其中，而是帮助铁路公司进行重组，实现更大的效率。他与只对利润感兴趣的投机者作斗争，并怀有建立一个综合运输系统的愿景。1883年，他成功地推销出威廉·亨利·范德比尔特所持有的一大部分纽约中央铁路公司的股份。1885年，他对纽约·西海岸·水牛城铁路进行重组，将其租给纽约中央银行。1886年，他成功重组费城·雷丁公司，1888年重组切萨皮克与俄亥俄铁路公司。1887年国会通过《州际商业法》后，J·P·摩根在1889年和1890年召开会议，将铁路公司总裁召集在一起，帮助该行业遵守新的法律，并为维持“公共、合理、统一和稳定的费率”撰写协议。这些会议开创出此类会议的先河，在相互竞争的线路中形成利益共同体，为20世纪初的大整合铺平道路。此外，J·P·摩根公司和它所继承的银行机构在1869年至1899年间重组大量的铁路。J·P·摩根还为街道铁路提供资金，特别是在纽约市。
在1904年，曾出现过一次重大的政治失败。北太平洋铁路公司在1893年大萧条中破产。这场破产使得铁路的债券持有人被消灭，使其没有债务，随之而来的是一场争夺其控制权的复杂金融战。1901年，J·P·摩根、纽约的金融家爱德华·亨利·哈里曼和明尼苏达州圣保罗的铁路建设者詹姆斯·J·希尔三人之间达成妥协，为减少中西部地区昂贵的竞争，他们共同创立北方证券公司，整合该地区最重要的三条铁路系统：北方太平洋铁路、大北方铁路和芝加哥、伯灵顿和昆西铁路。然而，合并意外遇到西奥多·罗斯福总统的反对。西奥多·罗斯福是一个精力充沛的信任主义者，他认为这一巨大的合并对消费者不利，并且违反很少被执行（直到那时）的1890年《谢尔曼反托拉斯法》。1902年，罗斯福命令他的司法部提起诉讼以打破这一局面。1904年，最高法院解散北方证券公司，各铁路公司不得不各奔东西，相互竞争。J·P·摩根在这个项目上没有亏损，但他叱咤风云的政治声誉受到影响。

### 国库黄金
由于1893年恐慌，在1895年联邦财政部几乎耗尽所有国库黄金。J·P·摩根提出一项计划，联邦政府可以从他和欧洲银行那里购买黄金，但联邦政府拒绝支持这项向一般公众直接出售债券来度过危机的方案。J·P·摩根确信已经没有足够的时间来实施这一计划，于是要求并最终获准与总统格罗弗·克利夫兰进行一次会谈，他指出政府如不采取措施会在那天违约。J·P·摩根想出一项计划，利用内战时的旧法令，允许他和罗斯柴尔德家族直接出售350万盎司黄金给美国财政部以恢复国库盈余，换取30年期国债发行。这段插曲成功拯救财政部，但对克利夫兰的地位和民主党的农业派别造成损害，并在1896年选举中成为一个问题，当时银行业受到威廉·詹宁斯·布莱恩令人难堪的抨击。J·P·摩根和华尔街银行家们捐赠重金给共和党的威廉·麦金莱，其在1896年当选并于1900年连任。

### 报纸
1896年，查塔努加时报的所有者阿道夫·西蒙·奥克斯从J·P·摩根那里得到资金用于收购处于财政困境的纽约时报。纽约时报凭借投资新闻搜集和坚持高质量的写作与报道成为美国新闻业的标准。

### 钢铁
1890年，J·P·摩根的父亲去世后，他掌控J·S·摩根公司（后于1910年更名为摩根·格伦费尔公司）。J·P·摩根于1900年开始与卡内基公司总裁查尔斯·迈克尔·施瓦布以及实业家安德鲁·卡内基会谈。目标是收购卡内基的钢铁业务，以及其他几家钢铁、煤炭、矿业和运输公司的合并。在融资创立联邦钢铁公司后，他最终于1901年将该公司与卡内基钢铁公司和其他几家钢铁企业（包括威廉·伊登比恩拥有的统一钢铁与线材公司）合并，组建出美国钢铁公司。在1901年，美国钢铁公司是全球第一家十亿美元级的公司，拥有14亿美元的授权资本，远远超过任何其他工业企业，规模可与最大的铁路公司相比。
美国钢铁公司旨在实现更大的规模经济，降低运输和资源成本，扩大产品线，并改善配送。它也计划使美国能够与英国、德国进行全球竞争。施瓦布等人声称，美国钢铁公司的规模使之在追求遥远的国际市场（“全球化”）方面更加积极和有效。美国钢铁公司被批评者当作垄断者，因为这家企业试图控制的不仅仅是钢铁业，还有桥梁建设、船舶、铁路车辆与轨道、电线、铁钉以及其他大量产品。借助美国钢铁公司，J·P·摩根掌握钢材市场三分之二的份额，并且施瓦布相信该公司不久将控制75％的市场份额。然而，从1901年开始，该公司的市场份额不断下降。在1903年，施瓦布从美国钢铁公司辞职，组建伯利恒钢铁公司，其成为美国第二大钢铁生产商。
劳工政策是个有争议的问题。美国钢铁公司是一家不雇用工会会员且经验丰富的钢铁生产商，由施瓦布领导，其希望持续采用积极策略来识别并根除支持工会的“闹事者”。组织这次合并的律师和银行家们——尤其是J·P·摩根和首席执行官加里·埃尔伯特，他们更关心的是长期的利润，稳定、良好的公共关系，以及避免麻烦。银行家们的看法一般会被接受，结果就是“家长式”的劳工政策。 （美国钢铁公司最终在30年代末期成立工会。）

### 1907年恐慌與聯準會的起源

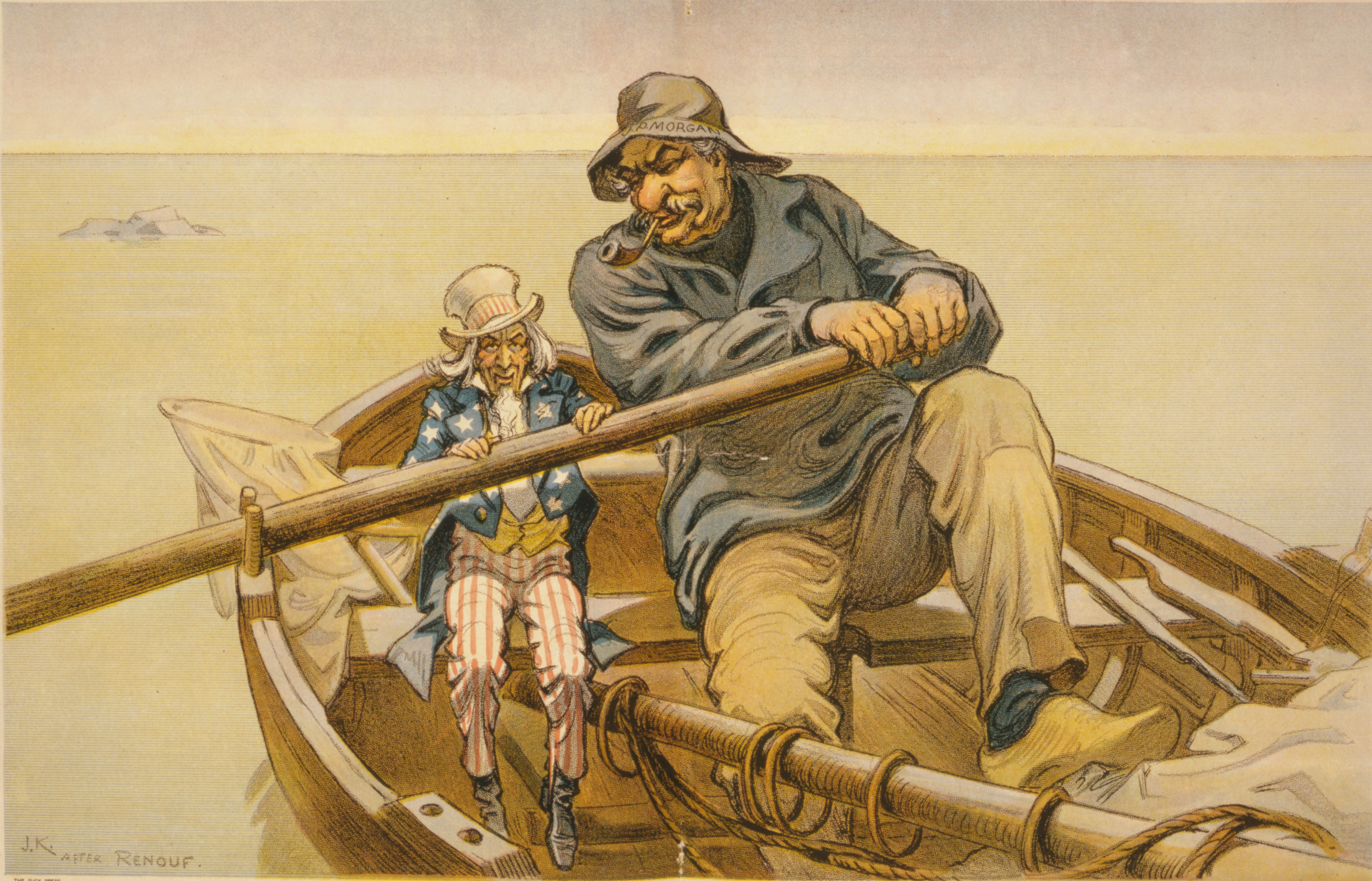
这幅政治漫画里摩根被指责在经济中占有压倒性的地位

1907年恐慌曾是几乎摧毁美国经济的金融危机。由於美國當時沒有中央銀行類似的機構，在擠兌爆發的時候纽约主要银行都处于破产边缘，财政部部长乔治·B·科泰利奥准备使用3500万美元的联邦资金来援助纽约的银行。但情況仍不樂觀，在J·P·摩根接手并解决危机之前，没有任何的机制来挽救他们。J·P·摩根在其纽约的公寓与全国主要的金融家会面，迫使他们拿出一个应对危机的计划。詹姆斯·斯蒂尔曼，国家城市银行的总裁，在这一过程中也起到主要作用。J·P·摩根组织出一个由银行和信托高管组成的团队，负责改变银行间资金的流向，担保更大范围的信贷国际线路，并买进由运作良好企业发行的那些陷入暴跌的股票來維持信心。
摩尔和施莱的经纪公司引发出一个微妙的政治问题，该公司深陷于田纳西煤、铁和铁路公司股票的投机池。摩尔和施莱将价值600万美元的田纳西煤公司股票抵押给华尔街的银行以换取贷款。银行面對資金緊缺，已经要求盡快偿还贷款，而该公司无法支付。如果摩尔和施莱破产，銀行也會跟著破產，連帶一百多家企业也会随之破产，然后整个华尔街可能会全面崩溃。
J·P·摩根决定他们必须首先救助摩尔和施莱。田纳西煤公司是美国钢铁公司的主要竞争对手之一，它拥有价值不菲的煤铁矿床。J·P·摩根控制着美国钢铁公司，他决定必须从摩尔和施莱手中购买田纳西煤公司股票。美国钢铁公司的负责人埃尔伯特·加里表示同意，但担心此事涉及的反垄断问题可能为美国钢铁公司带来巨大麻烦，这家公司已经在钢铁行业占据主导地位。J·P·摩根派遣加里去见西奥多·罗斯福总统，罗斯福承诺这笔交易豁免此法。美国钢铁公司随后支付3000万美元买下田纳西煤公司股票，摩尔和施莱公司得救。声明具有立竿见影的效果；1907年11月7日，隨著各家業者債務與欠款問題逐漸排除、金融恐慌结束。这场牽一髮而動全身的危机强调——有力的监督與托底机制的必要性。
誓言永远不让历史重演，并认识到在未来的危机中不太可能再有另一个J·P·摩根，1913年以参议员纳尔逊·W·奥尔德里奇为首的银行业和政治领袖制定出一项计划，从而建立联邦储备系统。

### 银行业批评

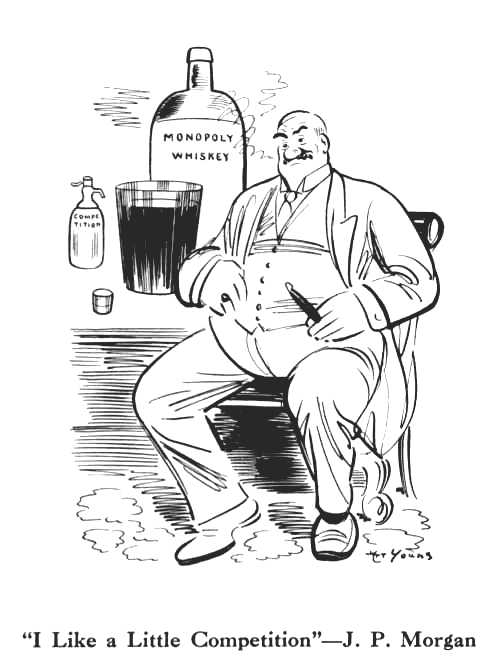
《「我喜欢一点点竞争」——J·P·摩根》由阿瑟·亨利-·杨创作。这幅漫画是关于J·P·摩根在普若委员会被问及他是否讨厌竞争时的回答

进步时代的保守主义者称颂J·P·摩根履行他的公民责任、加强国民经济以及挚爱艺术和宗教，但左翼视之为其所反对体系中的核心人物之一。J·P·摩根用非凡的金融才能和对宗教与高雅文化的信奉重新定义保守主义。
银行业的反对者因为J·P·摩根在1895年危机时提供给美國聯邦政府的黄金贷款条款而对他进行攻击，并与作家厄普顿·辛克莱一起，批评他对1907年恐慌的金融解决方案。他们还试图将纽约、纽黑文和哈特福德铁路公司的金融困难归咎于他。1912年12月，J·P·摩根在普若委员会作证，该委员会是众议院银行和货币委员会的一个小组委员会。委员会最终得出结论，少数金融领袖拥有对许多行业相当大的控制力。J·P·摩根公司的合伙人、第一国家银行和花旗银行的董事们控制着总计的222.45亿美元的资源，后来成为美国最高法院大法官路易斯·布兰迪斯将之与密西西比河以西22个州的财产总值相比较。

## 失败的投资项目
J·P·摩根就如很多經驗豐富的投資者，并不总是投资成功，也有一些失败的案例。

### 特斯拉
1900年，发明家尼古拉·特斯拉说服J·P·摩根他可以建立一个跨大西洋的无线通信系统（最终选址在沃登克里弗），性能将优于马可尼展示的以短距离无线电波为主的无线电报系统。摩根同意给特斯拉15万美元（相当于2015年的430万美元）来构建该系统，以换取对专利的51％控制权。几乎是合同刚一签订，特斯拉就决定扩大设施，以包括他陆上无线能源传输的想法，这会使他的想法成为一个更有竞争力的系统。J·P·摩根认为特斯拉的变动和追加资金以建立该系统的请求是违反合同，并拒绝为这些变动提供资金。由于没有额外资金可用，位于沃登克里弗的项目于1906年被放弃，这个项目从未运作过。

### 伦敦地铁
J·P·摩根1902年试图进入伦敦地铁领域时遭遇罕见的投资失败。运输大亨查尔斯·耶基斯成功挫败J·P·摩根获得议会授权建造皮卡迪利、城市和伦敦东北部铁路的努力，因为这会与自己控制的“TUBE”铁路竞争。J·P·摩根称耶基斯的手段是“他所听到过的最大的无赖和阴谋”。

### 国际商业海洋公司
1902年，J·P·摩根公司融资建立国际商业海洋公司，这家大西洋船运公司拥有几条主要英美航线。国际商业海洋公司是一家控股公司，其控制的下属企业也拥有自己的子公司。J·P·摩根希望通过与铁路公司联锁董事和合同安排来主导跨大西洋航运，但由于海上运输的非计划性、美国的反垄断法、以及与英国政府达成的协议而被证明是不可能的。国际商业海洋公司的一家子公司是白星航运，其拥有泰坦尼克号。在J·P·摩根去世的前一年，1912年，泰坦尼克号沉没，这是国际商业海洋公司的金融灾难，迫使其1915年申请破产保护。财务记录分析显示国际商业海洋公司过度杠杆化、现金流量不足导致其无法支付发行债券的利息。得益于一战，国际商业海洋公司重组为美国航运公司，后于1986年破产。

## J·P·摩根控制的企业
从1890年到1913年，有42家大公司是由J·P·摩根公司组织的，或其证券全部或部分由J·P·摩根公司承销。

### 制造业和建筑业

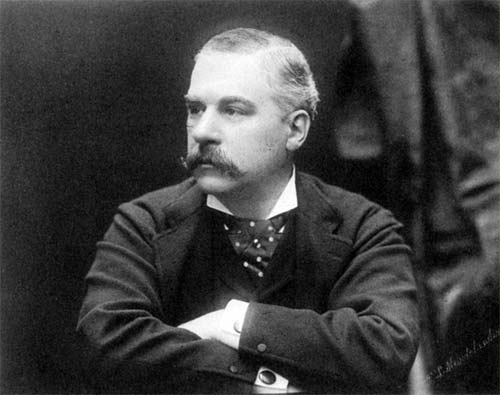
约翰·皮尔庞特·摩根

- 美国桥梁公司（英语：American Bridge Company）
- 美国电话与电报公司
- 联合商业船运
- 阿特拉斯波特兰水泥公司
- 布玛煤焦
- 联邦钢铁公司（英语：Federal Steel Company）
- 通用电气
- 哈特福地毯公司
- 灵感联合铜业公司
- 国际收割机公司（英语：International Harvester）
- 國際商業海洋公司
- J·I·凯斯脱粒机公司（英语：J. I. Case Threshing Machine）
- 国家管道公司（英语：Chester Pipe and Tube Company）
- 美国纺织品公司（英语：United Dry Goods）
- 美国钢铁公司

### 铁路行业
- 艾奇逊、托皮卡与圣塔菲铁路
- 大西洋海岸线铁路
- 中部乔治亚铁路（英语：Central of Georgia Railway）
- 切萨皮克与俄亥俄铁路
- 芝加哥与西印第安纳铁路（英语：Chicago and Western Indiana Railroad）
- 芝加哥、伯灵顿与昆西铁路
- 芝加哥大西部铁路（英语：Chicago Great Western Railway）
- 芝加哥、印第安纳波利斯与路易斯维尔铁路（英语：Chicago, Indianapolis & Louisville Railroad）
- 埃尔金、乔利埃特与伊斯特恩铁路（英语：Elgin, Joliet and Eastern Railway）
- 伊利铁路
- 佛罗里达州东海岸铁路（英语：Florida East Coast Railway）
- 霍金谷铁路（英语：Hocking Valley Railway）
- 利哈伊谷铁路（英语：Lehigh Valley Railroad）
- 路易斯维尔与纳什维尔铁路（英语：Louisville and Nashville Railroad）
- 纽约中央铁路公司
- 纽约、纽黑文与哈特福铁路（英语：New York, New Haven and Hartford Railroad）
- 纽约、安大略省与西部铁路（英语：New York, Ontario and Western Railway）
- 北太平洋铁路（英语：Northern Pacific Railway）
- 宾夕法尼亚铁路
- 佩雷马凯特铁路（英语：Pere Marquette Railroad）
- 瑞丁铁路（英语：Reading Company）
- 圣路易斯与旧金山铁路（英语：St. Louis–San Francisco Railway）
- 南方铁路
- 圣路易斯终点站铁路协会（英语：Terminal Railroad Association of St. Louis）

## 晚年

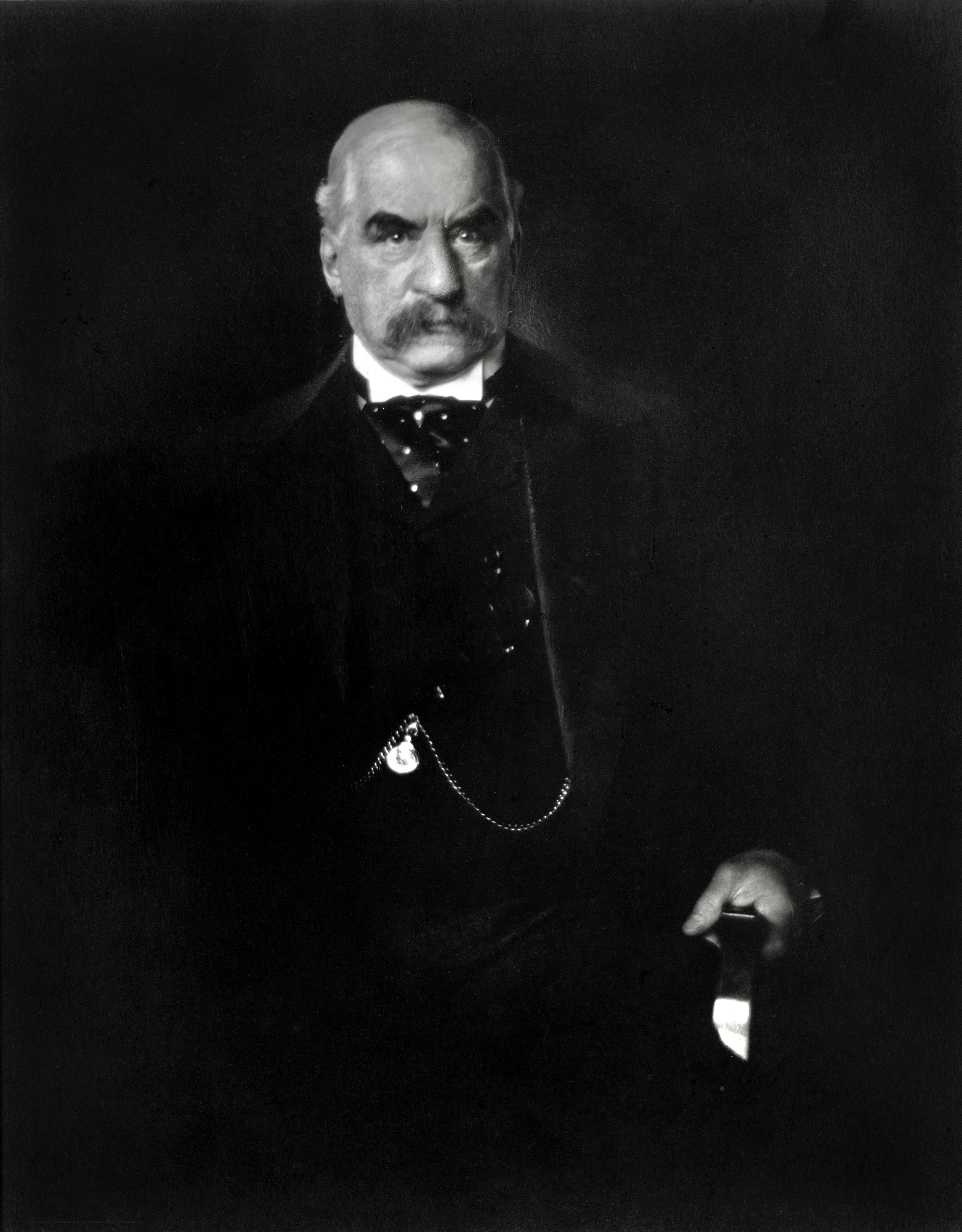
J·P·摩根，爱德华·史泰钦拍摄于1903年

J·P·摩根是曾经是纽约市联合俱乐部的成员，当他的朋友伊利铁路公司总裁约翰·金想要加入该俱乐部时，其被投票否决，J·P·摩根也退出该俱乐部，并创建纽约大都会俱乐部。他以12.5万美元的价格捐赠位于第五大道和第60街的土地，并吩咐建筑师斯坦福·怀特“...为我建造一个适合绅士的俱乐部，忘记成本....”他邀请金作为创始成员，并在1891至1900年间担任俱乐部主席。

## 个人生活

### 婚姻和孩子
1861年，J·P·摩根与阿米莉亚·斯特奇斯（1835–1862）结婚。阿米莉亚又被称为咪咪，于翌年去世。1865年5月31日摩J·P·摩根又与弗朗西斯·路易莎·特雷西（1842-1924）结婚，她被称为芬妮。他们有四个孩子：
- 路易莎·皮尔庞特·摩根（1866-1946），后与赫伯特·L·萨特利（英语：Herbert L. Satterlee）结婚（1863-1947）；[45]
- 小约翰·皮尔庞特·摩根（英语：J. P. Morgan Jr.）（1867-1943），后与简·诺顿·格鲁结婚；
- 朱丽叶·皮尔庞特·摩根（1870-1952），后与威廉·皮尔森·汉密尔顿（1869-1950）结婚;
- 安妮·特雷西·摩根（1873-1952）（英语：Anne Morgan (philanthropist)），慈善家。

### 外貌

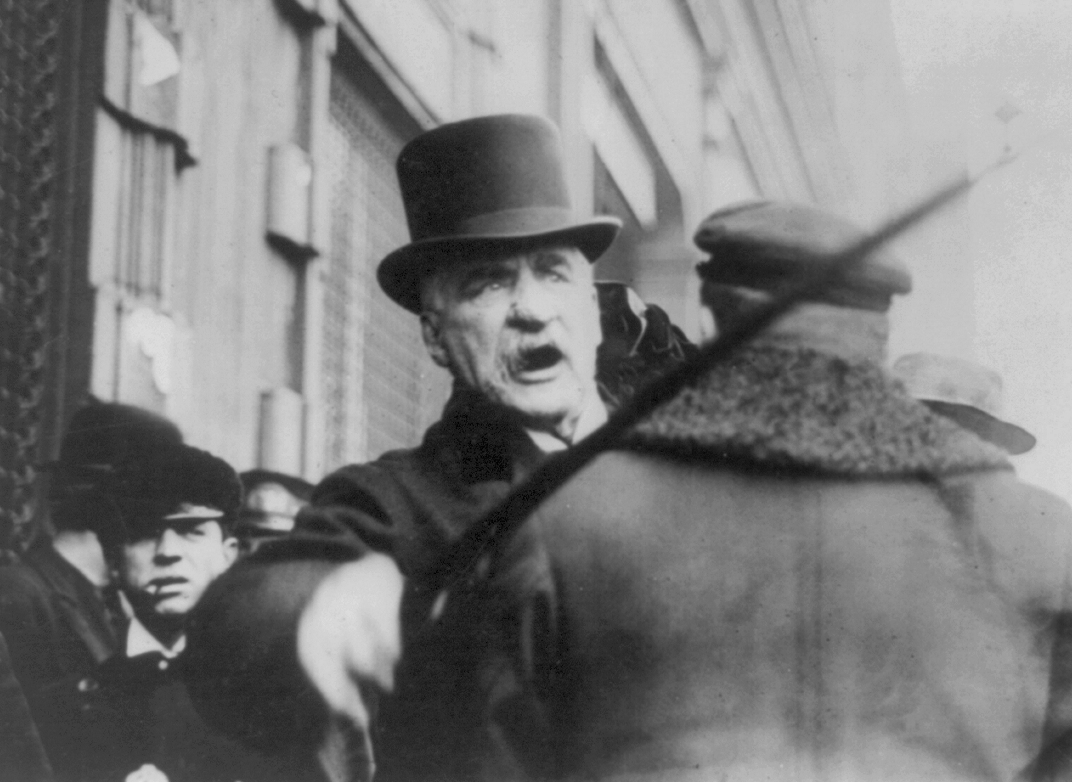
J·P·摩根对自己的酒糟鼻有自知之明，他讨厌未经允许就被拍照

他经常会对人产生某种物理效应；有人说，J·P·摩根的来访让他感到仿佛“大风吹过房子”。J·P·摩根身材高大，肩膀宽阔，双眼炯炯有神，鼻子发紫（由于慢性皮肤疾病酒槽鼻）。众所周知，他不喜欢公开场合，讨厌未经他允许而被拍照；由于他对酒糟鼻的自我意识，他所有的职业肖像都被修饰过。他的鼻子由于肥大性酒槽鼻而走形，这种疾病由酒槽鼻导致，伴随着严重的走形，坑、节、隙、分叶征和带蒂使鼻子扭曲；这种状况引來無禮的嘲讽：“约翰尼·摩根的鼻器官有紫色调”。
外科医生本可切除肥大性酒槽鼻的脂肪组织，但因为J·P·摩根儿时患过婴儿痉挛，J·P·摩根女婿赫伯特·L·萨特利推测他不寻求手术治疗是因为担心痉挛复发。他的社会和职业自信心已经非常成熟，不会因为这种困扰而受到损害；他似乎敢于让人们正视他，而不是畏缩不前，並宣称他的人格力量胜过丑陋面孔。

### 宗教
J·P·摩根是美国圣公会的终身会员，至1890年是其最有影响力的领导人之一。他是纽约教会俱乐部的创始成员，这是位于曼哈顿的一个美国圣公会私人成员俱乐部。1910年，圣公会大会成立一个委员会，由查尔斯·布伦特主教提议，实施一个世界教会会议，解决他们在「信念与秩序」方面的分歧。J·P·摩根对这样一个会议的提议印象深刻，随后他捐出100,000美元资助该委员会的工作。

### 住宅

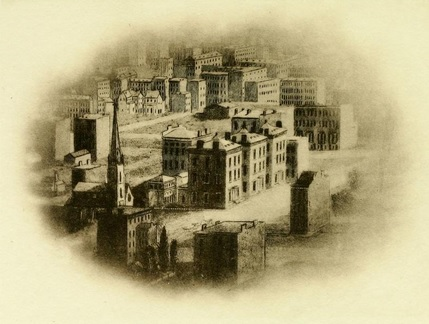
麦迪逊大道铺成前229、225和219号的早期面貌（约1855年）

J·P·摩根的住宅在麦迪逊大道219号，由约翰·杰伊·菲尔普斯始建于1853年，于1882年被J·P·摩根买下；它成为纽约第一所电力照明的私人住宅。他对新技术的兴趣源于1878年時，对托马斯·爱迪生的爱迪生电灯公司的融资。1894年4月12日，在那所住宅曾举办过一场超过1000人参加的聚会，以庆祝朱丽叶·摩根与威廉·皮尔逊·汉密尔顿结婚，J·P·摩根在那里把自己喜爱的时钟送给他们。J·P·摩根还拥有位于纽约州海兰瀑布的「Cragston」庄园；他的同名儿子是纽约州格伦科夫东岛的主人。

### 游艇

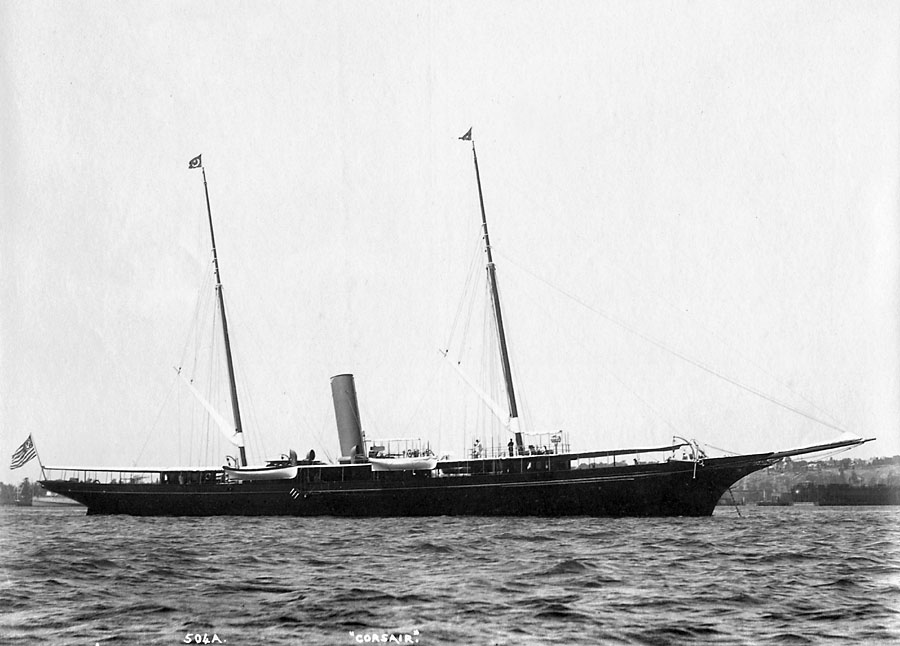
J. P.摩根的帆船“海盗号”，后来被美国政府收购并改名为USS格洛斯特在美西战争中服役。照片由J. S.约翰斯顿拍摄。

J·P·摩根是个狂热的帆船爱好者，他拥有几艘大游艇。第一艘是Corsair号，由威廉·克兰普父子公司为查尔斯·J·奥斯本1837-1885）建造，于1880年5月26日下水。查尔斯·J·奥斯本是杰伊·古尔德的私人银行家。J·P·摩根在1882年买下这艘游艇。“如果你要问价格，你付不起”，这句著名的引用是出自J·P·摩根对游艇维护费用问题时的回答，虽然故事的准确性未经证实。另一个类似的未经证实的传说认为这句话出自J·P·摩根的儿子，小J·P·摩根，与1930年他的游艇海盗号IV在巴斯钢铁厂下水有关。
J·P·摩根原定乘坐泰坦尼克号不幸的首航出行，但在最后一刻取消行程，选择留在法国度假胜地艾克斯莱班。经营泰坦尼克号的白星航运，属于J·P·摩根的國際商業海洋公司，他在船上拥有私人套房和散步甲板。据称对于泰坦尼克号的沉没，J·P·摩根说道:
金钱的损失无法与生命相提并论。生命的损失才重要。那是可怕的死亡。

### 收藏家
J·P·摩根是书籍、影片、绘画、时钟和其他艺术品的著名收藏家，许多藏品都借给或赠送给大都会艺术博物馆（他是该馆的总裁，也是堆动其成立的主要力量）。也有许多藏品保存在他伦敦的住宅和他的私人图书馆，其位于纽约邻近麦迪逊大道的第36街。
多年来，英国艺术家和艺术评论家罗杰·弗莱为该博物馆工作，实际上也是为J·P·摩根担任收藏家。
他的儿子，小J·P·摩根，在1924年将皮尔庞特·摩根图书馆改为公共机构以纪念父亲，并留任他父亲的私人图书管理员百丽·达·科斯塔·格林，作为图书馆的首任理事。

#### 赞助人
J·P·摩根是许多机构的赞助人，包括美国自然史博物馆、大都会艺术博物馆、大英博物馆、格罗顿学校、哈佛大学（特别是医学院）、三一学院、纽约市产妇医院、纽约贸易学校。

#### 宝石收藏家

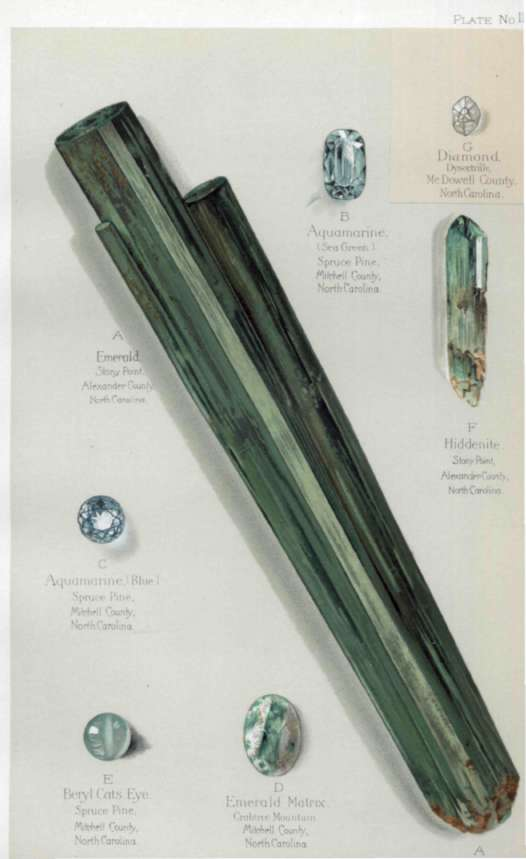
J·P·摩根宝石收藏中的美国宝石

至世纪之交，J·P·摩根已成为美国最重要的宝石收藏家之一，并收集超过1000件美国最重要的宝石，也称为美国宝石。他的首个收藏由蒂芙尼公司的首席宝石学家乔治·弗雷德里克·昆兹组合而成。该收藏于1889年曾在巴黎世界博览会上展出。展览荣获两项金奖，引起重要学者、宝石雕刻师和公众的关注。
随后，乔治·弗雷德里克·昆茨构建出第二个更加精致的宝石组合，并于1900年在巴黎展出。这些藏品都已被捐赠给纽约自然史博物馆，在那里被称为摩根-蒂芙尼组合和摩根-邦特组合。1911年，昆兹将一种新发现的宝石以他最好的客户的名字命名，摩根石。

#### 摄影
J·P·摩根是摄影师爱德华·柯蒂斯的资助人，1906年为柯蒂斯提供75,000美元，以创作一个关于美国印第安人的系列。柯蒂斯最终发表出20卷的作品《北美印第安人》。柯蒂斯还制作出一部影片《在首领猎人的土地上》(1914)，在1974年被复原并以《在作战独木舟的土地上》为题重新发布。柯蒂斯也以1911年的幻灯片表演《印第安人图片剧》而闻名，该表演使用他的照片和作曲家亨利·F·吉尔伯特创作的音乐曲目。

#### 其他
J·P·摩根每天抽几十支雪茄，并喜欢被观察家称为大力士俱乐部的大型哈瓦那雪茄。

## 去世

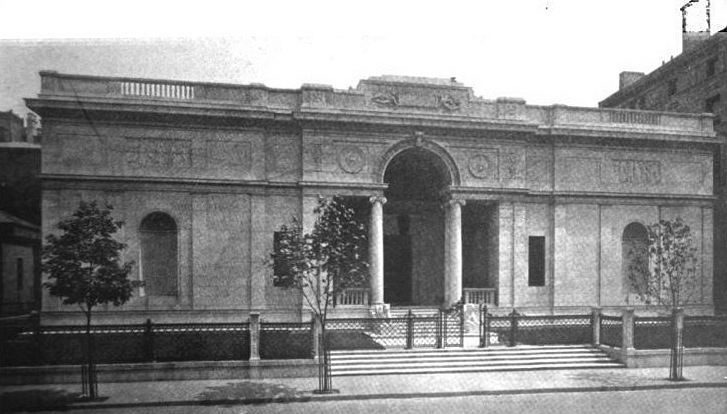
摩根图书馆与博物馆

1913年3月31日，J·P·摩根在海外旅行中去世，那时是他76岁生日前夕。他在意大利罗马的酒店于睡梦中离世。华尔街降半旗，这一荣誉通常只有国家领袖才能享受，当他的遗体经过纽约市时，股票市场休市2小时。他的遗体在抵达纽约市的第一个晚上被运到他家和邻近的图书馆安放。最终J·P·摩根的遗体埋葬在出生地康涅狄格州哈特福的雪松山公墓。他的儿子，小J·P·摩根，继承银行业务。他将豪宅和大量藏书遗赠给纽约摩根图书馆与博物馆。

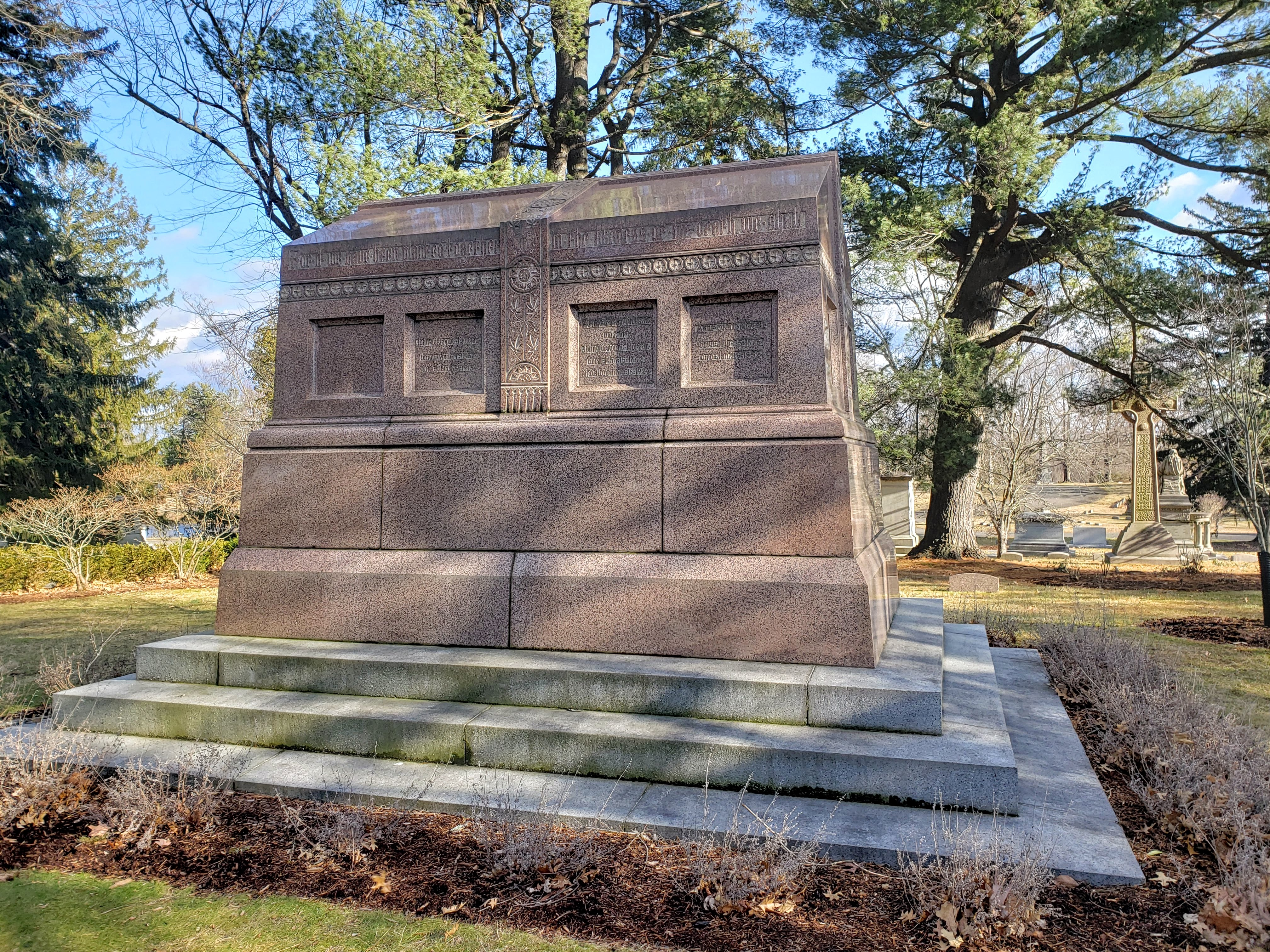
约翰·皮尔庞特·摩根在雪松山公墓墳墓的纪念碑

在J·P·摩根去世时，他的财产总值是6,830万美元（基于CPI计算相当于今天的13.9亿美元，基于占国内生产总值的比例计算相当于252亿美元），其中约有3,000万美元以他在纽约和费城银行股份形式持有。他的艺术品收藏估价为5,000万美元。

## 遗产
J·P·摩根的儿子，小J·P·摩根，在其父亲去世后接管公司业务，但从未像现在这样具有影响力。按照1933年格拉斯-斯蒂格尔法案，“摩根公司”一分为三：J·P·摩根公司，后来成为摩根保证信托；摩根士丹利，由J·P·摩根的孙子亨利·斯特吉斯·摩根组建的一家投资银行；1910年后为摩根·格伦费尔公司，位于伦敦的一家海外证券公司。
摩根石这种宝石以他的名字命名。
与J·P·摩根的庄园克拉格斯顿（位于紐約州海蘭茨）相关的克拉格斯顿历史建筑群在1982年被列入国家史迹名录。

## 流行文化
- 约翰·多斯·帕索斯的《美国三部曲》第二卷《1919》中摩根的当代文学传记被作为美国一战后金融环境的寓言。
- 摩根在下列文学作品中出场，包括迦勒卡尔的小说《精神病学家》，[71]E.L.多克托罗的小说《拉格泰姆》，[72]史蒂芬.S.德拉克曼女士的小说《Watt O'Hugh的鬼魂》。[73]
- 摩根被认为是沃尔特·帕克斯·撒切尔（乔治·克罗瑞斯饰）的原型，该角色是《公民凯恩》（该片由奥森·威尔斯导演）中青年凯恩的监护人，凯恩与撒切尔关系紧张并指责撒切尔将他的童年摧毁。[74][75]
- 据帕克兄弟公司前副总裁菲尔·欧班斯说，大富翁游戏的美国版《有钱的叔叔宾拜格斯》是以J. P.摩根为原型。[76]
- 历史频道的《造就美国的人》第三、四集中特別強調了摩根的职业生涯。[77]

## 延伸阅读
传记
- Louis Auchincloss（英语：Louis Auchincloss）. J.P. Morgan: The Financier as Collector. Harry N. Abrams, Inc. (1990) ISBN 0-8109-3610-0
- Baker, Ray Stannard. . McClure's（英语：McClure's）. Vol. 17 no. 6. October 1901: 507–518  [July 10, 2009].
- H. W. Brands（英语：H. W. Brands） Masters of Enterprise: Giants of American Business from John Jacob Astor and J. P. Morgan to Bill Gates and Oprah Winfrey (1999), pp. 64–79
- Bryman, Jeremy. J. P. Morgan: Banker to a Growing Nation. Morgan Reynolds Publishing (2001) ISBN 1-883846-60-9, for middle schools
- Carosso, Vincent P.  The Morgans: Private International Bankers, 1854–1913. Harvard U. Press, 1987. 888 pp. ISBN 978-0-674-58729-8
- Ron Chernow（英语：Ron Chernow）. The House of Morgan: An American Banking Dynasty and the Rise of Modern Finance, (2001) ISBN 0-8021-3829-2
- Morris, Charles R. The Tycoons: How Andrew Carnegie, John D. Rockefeller, Jay Gould, and J. P. Morgan Invented the American Supereconomy (2005) ISBN 978-0-8050-8134-3
- Jean Strouse（英语：Jean Strouse）.  Morgan: American Financier. (1999). 796 pp. excerpt and text search （页面存档备份，存于）
- Wheeler, George, Pierpont Morgan and Friends: the Anatomy of a Myth, Englewood Cliffs, N.J., Prentice-Hall, 1973. ISBN 0136761488

专业研究
- 路易斯·布蘭迪斯 Other People's Money and How the Bankers Use It（英语：Other People's Money and How the Bankers Use It）.  Ed. Melvin I. Urofsky. (1995). ISBN 0-312-10314-X
- Carosso, Vincent P. Investment Banking in America: A History Harvard University Press (1970)
- De Long, Bradford. "Did JP Morgan's Men Add Value?: An Economist's Perspective on Financial Capitalism," in Peter Temin, ed., Inside the Business Enterprise: Historical Perspectives on the Use of Information (1991) pp. 205–36; shows firms with a Morgan partner on their board had higher stock prices (relative to book value) than their competitors
- Forbes, John Douglas. J. P. Morgan Jr. 1867–1943 (1981). 262 pp. biography of his son
- Fraser, Steve. Every Man a Speculator: A History of Wall Street in American Life HarperCollins (2005)
- Garraty, John A. Right-Hand Man: The Life of George W. Perkins. (1960) ISBN 978-0-313-20186-8; Perkins was a top aide 1900–1910
- Garraty, John A. "The United States Steel Corporation Versus Labor: The Early Years," Labor History 1960 1(1): 3–38
- Geisst;  Charles R. Wall Street: A History from Its Beginnings to the Fall of Enron （页面存档备份，存于）. Oxford University Press. 2004.
- Giedeman, Daniel C. "J. P. Morgan, the Clayton Antitrust Act, and Industrial Finance-Constraints in the Early Twentieth Century", Essays in Economic and Business History, 2004 22: 111–126
- Hannah, Leslie. "J. P. Morgan in London and New York before 1914," Business History Review 85 (Spring 2011) 113–50
- Keys, C.M. . The World's Work（英语：The World's Work）. Vol. 15 no. 2. January 1908: 9779–9704  [July 10, 2009].
- Moody, John. The Masters of Capital: A Chronicle of Wall Street (1921)
- Rottenberg, Dan. The Man Who Made Wall Street. University of Pennsylvania Press.